# Мост Сэто
Мост Сэто (яп. 瀬戸大橋 Сэто о:хаси, «Великий/большой мост через пролив») — мостовой переход через пролив Бисан Внутреннего Японского моря (Сэто-Найкай), соединяющий острова Хонсю (город Курасики префектуры Окаяма) и Сикоку (город Сакаиде префектуры Кагава), Япония.
Идея связи острова Сикоку с остальной Японией зародилась почти сразу после введения в строй первой паровозной линии на нём в 1889. Первая попытка начать строительство в 1955 году привела к гибели 171 человека на пароме, врезавшемся в тумане в побережье Такамацу, уровень опасности работ был пересмотрен. В 1959 было решено продолжать работы, исследовательские работы продолжались до 1970, однако после «нефтяного кризиса» 1973 проект был снова заморожен. Строительство было начато в 1978 году и продолжалось чуть менее десяти лет силами 50 000 человек, открыт 10 апреля 1988 года. Стоимость — 1130 млрд иен (8,7 млрд долларов по курсу того времени) и 13-17 человеческих жизней. Проезд платный (¥3,500), при движении в любую сторону цена одинакова.
«Сэто охаси» был задуман как мощная линия транспортных коммуникаций, позволяющая достигать Сикоку поездом или автомашиной без утомительных пересадок с парома на паром, чьи рейсы вдобавок были ограничены частыми туманами в проливе. Это самый длинный в мире двухъярусный комплекс из четырёхполосной автодороги (экспресс-линия Сэто-Тюо) и скоростной железнодорожной линии «синкансэн» (экспресс-линия Сэто-охаси) под ней, состоящий из вытянутых цепочкой с севера на юг на расстояние 13,1 км пяти виадуков и шести мостов с собственными именами. Для возведения опор строители воспользовались небольшими островками, рассыпанными во Внутреннем море, наименьшая ширина которого в этом месте составляет 9,4 км.
Мосты в порядке следования с севера на юг:

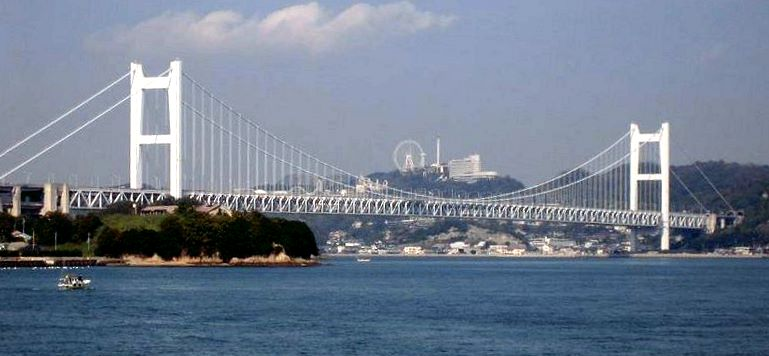
Симоцуи-Сэто

- Симоцуи-Сэто Симоцуи-Сэто (34°25′51″N 133°48′22.4″E 下津井瀬戸大橋 Симоцуи Сэто о: хаси) — двухъярусный висячий мост длиной 1400 м с наибольшим пролётом в 940 м (36-е место в мире на 2016 год), соединяющий острова Хонсю и Хицуиси[яп.].

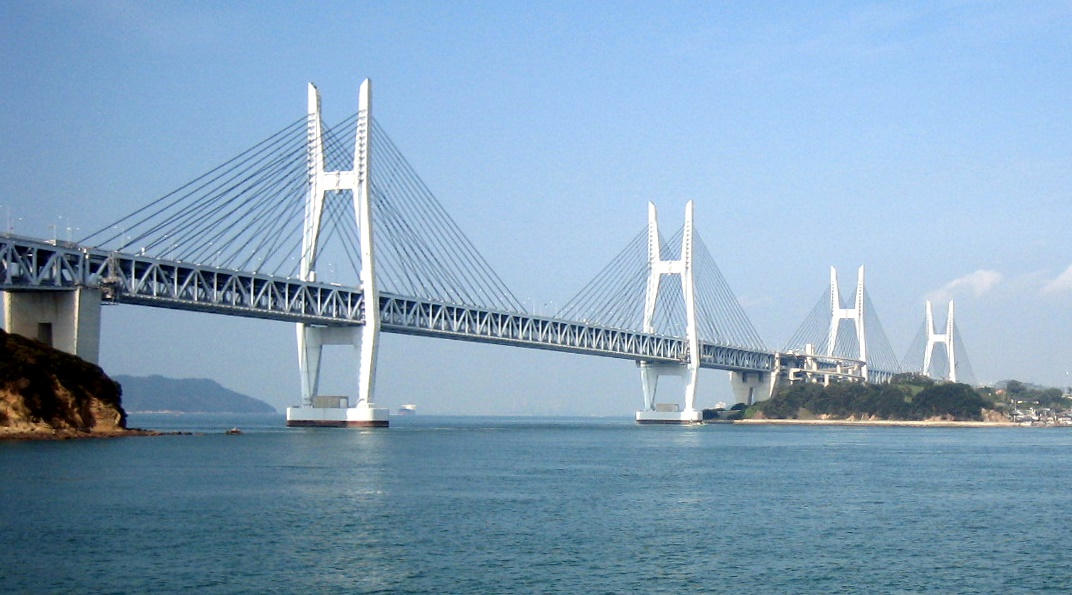
Хицуиси (вдали) и Ивакуро (вблизи)

- Хицуиси (вдали) и Ивакуро (вблизи) Хицуиси-Дзима (34°24′35″N 133°48′25.6″E 櫃石島橋 Хицуиси-Дзима-кё:) — двухъярусный вантовый мост длиной 790 м с наибольшим пролётом в 420 м (64—65-е место в мире на 2016 год), соединяющий острова Хицуиси и Ивакуро[яп.]. Однотипен своему южному соседу.
- Ивакуро-Дзима (34°24′06.3″N 133°48′33″E 岩黒島橋 Ивакуро-Дзимa-кё:) — двухъярусный вантовый мост длиной 790 м с наибольшим пролётом в 420 м, соединяющий острова Ивакуро и Васа[яп.].

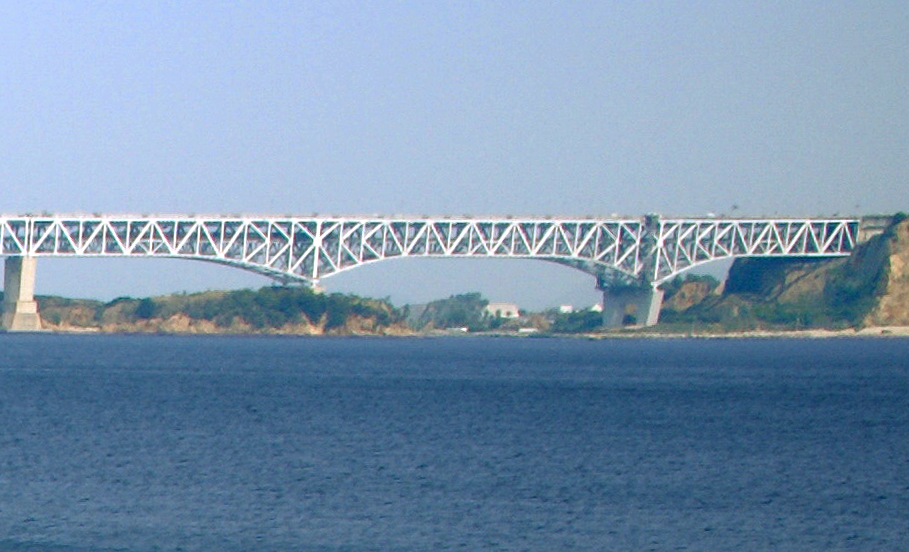
Ёсима

- Ёсима Ёсима (34°23′37.2″N 133°48′45.2″E 与島橋 Ёсима-кё:) — двухъярусный пятипролётный мост-эстакада со сквозными фермами длиной 847 м с наибольшим пролётом в 246 м, соединяющий острова Васа и Йосима[яп.].

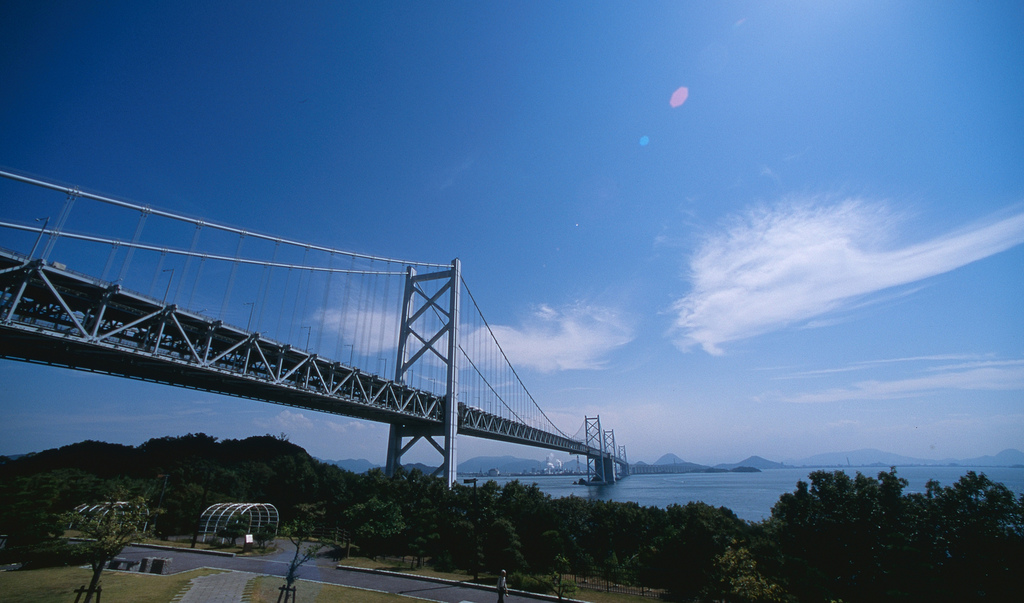
Вид на Кита Бисан-Сэто с острова Йосима

- Вид на Кита Бисан-Сэто с острова Йосима Китабисан-Сэто (34°23′43.5″N 133°49′13.7″E 北備讃瀬戸大橋 Китабисан-Сэто о: хаси) — двухъярусный висячий мост длиной 1538 м с наибольшим пролётом в 990 м (33-е место в мире на 2016 год), соединяющий остров Йосима и следующий мост (Минамибисан-Сэто) через безымянный остров.

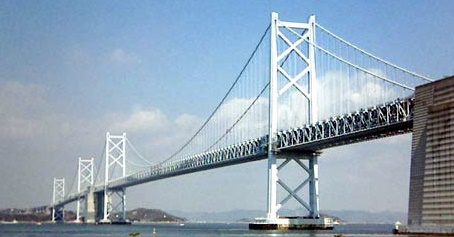
Минамибисан-Сэто (рядом) и Китабисан-Сэто (вдали). Хорошо видна бетонная смычка между ними

- Минамибисан-Сэто (рядом) и Китабисан-Сэто (вдали). Хорошо видна бетонная смычка между ними Минамибисан-Сэто (34°21′51″N 133°49′31″E 南備讃瀬戸大橋 Минамибисан-Сэто о: хаси) — двухъярусный висячий мост длиной 1648 м с наибольшим пролётом в 1100 м (22-е место в мире на 2016 год), соединяющий предыдущий мост (Китабисан-Сэто) с островом Сикоку. Считается самым длинным двухъярусным мостом в мире. Высота дорожного полотна — 93 м над морем, конструктивная высота — 200 м.